# Conches-en-Ouche
Conches-en-Ouche è un comune francese di 5 124 abitanti situato nel dipartimento dell'Eure, nella regione della Normandia.

## Società

### Evoluzione demografica
Abitanti censiti

## Amministrazione

### Gemellaggi
- Rodi